# Легвинджиле
Легвинджиле (груз. ლეღვინჯილე) — село в Грузии, на территории Цаленджихского муниципалитета края (мхаре) Самегрело-Верхняя Сванетия.

## География
Село находится в западной части Грузии, в междуречье Чанисцкали и Хобисцкали, на расстоянии приблизительно 3 километров (по прямой) к востоку от города Цаленджиха, административного центра муниципалитета.

## Население
По результатам официальной переписи населения 2014 года, в Легвинджиле проживало 167 человек (79 мужчин и 88 женщин). В национальной структуре населения грузины составляли 99,4 %, русские — 0,6 %.